# Rodrigo de Arriaga
Rodrigo de Arriaga (Logroño, 17 gennaio 1592 – Praga, 7 giugno 1667) è stato un filosofo, gesuita e teologo spagnolo.

## Biografia
Nato il 17 gennaio 1592 nella città castigliana di Logroño, Arriaga entrò nel noviziato della Compagnia di Gesù il 17 settembre 1606. Insegnò filosofia a Valladolid e teologia a Salamanca. Nel 1620 fu inviato a Praga, dopo la riconquista della città da parte delle truppe imperiali. Ebbe un ruolo fondamentale nell'assicurare ai gesuiti il controllo sulle scuole e sulle università della Boemia. Dal 1626 al 1633 insegnò teologia Praga. Fu Cancelliere dell'Università Ferdinandea (1642-53) e prefetto degli studi nel Collegio Clementino (dal 1654). Morì a Praga il 7 giugno 1667. Fu autore di un Cursus Philosophicus, Antuerpiae, ex officina Plantiniana Balthazaris Moreti, 1632, che ebbe numerose riedizioni e di Disputationes Theologicae in primam partem D. Thomae Tomi duo, Antuerpiae ex officina Plantiniana Balthazaris Moreti, 1643. In cosmologia Arriaga sostiene opinioni originali, in contrasto con l'interpretazione dell'aristotelismo allora corrente nelle università europee, affermando la fluidità dei cieli e l'esistenza del vuoto. Pierre Bayle dedicò ad Arriaga un articolo del Dictionnaire historique et critique.

## Opere
- (LA) Cursus philosophicus, Anversa, Moretus, 1632.
- (LA) Disputationes theologicae, I-VIII, Anversa, Moretus, 1643-55.
- (LA) Cursus philosophicus, Lione, Jean-Antoine Huguetan & Guillaume Barbier, 1669.